# Türkische Lehnwörter im Armenischen
Türkische Lehnwörter im Armenischen  sind aus den Turksprachen entlehnte Wörter in der armenischen Sprache. 
Die überwiegende Mehrheit der aus verschiedenen Turksprachen geliehenen Wörter sind in denjenigen  armenischen Dialekten angesiedelt, die sich geographisch nahe den türkisch-sprechenden Regionen befinden. Dies sind in erster Linie die in Istanbul gesprochenen armenischen Dialekte.
Der Einfluss der türkischen Sprachen auf die literarische Sprache ist dagegen gering. Beide Versionen der literarischen armenischen Sprache enthalten sehr wenig türkische Lehnwörter.
Die Sprache der Aschiks enthält viel Dialekt sowie türkische und iranische Lehnwörter.